# Bonaventura Berloschnik
Bonaventura Berloschnik (* 13. Juli 1884 in Sankt Paul im Lavanttal; † 22. November 1936 in Sigleß) war ein österreichischer Metallarbeiter und Politiker (SDAP). Er war von 1923 bis 1934 Angehöriger des Burgenländischen Landtags.

## Leben
Berloschnik wurde als Sohn des Klosterkutschers Matthias Srienz und der Hausfrau Maria Berloschnik aus Sankt Paul im Lavanttal geboren. Er besuchte nach der Volksschule einige Jahre das Stiftsgymnasium St. Paul und wechselte danach an die Gewerbeschule. Er arbeitete danach als Eisendreher bei Daimler in Wiener Neustadt.
Bonaventura Berloschnik war ab 1913 mit Thekla Knoll aus Sigleß verheiratet.

## Politik
Ab dem 23. Februar 1922 war er zudem Ersatzmann in der Verwaltungsstelle für das Burgenland.
Er war von 1923 bis 1930 Bürgermeister in Sigleß.
Berloschnik wirkte als Parteisekretär der SDAP Burgenland für den Bezirk Mattersburg und war zwischen 1922 und 1934 Mitglied des Landesparteivorstandes. Zudem hatte er das Amt des Mitglieds der Landesparteikontrolle inne. Berloschnik war des Weiteren von 1925 bis 1934 Mitglied des Beirates der Burgenländischen Arbeiterkammer und gehörte zwischen dem 13. November 1923 und dem 20. Mai 1927 dem Burgenländischen Landtag als Abgeordneter an.
Nach der Niederschlagung des Österreichischen Bürgerkriegs war Berloschnik vorübergehend in Mattersburg, im Anhaltelager Kaisersteinbruch sowie im Anhaltelager Wöllersdorf in politischer Haft. 